# Shaunae Miller-Uibo
Shaunae Miller-Uibo (Nassau, 15 de abril de 1994) é uma velocista bahamense, bicampeã olímpica e campeã mundial dos 400 metros rasos.
Medalha de prata nos 400 m no Mundial de Pequim 2015, Miller representou seu país na mesma prova nos Jogos Olímpicos Rio 2016, onde conquistou a medalha de ouro com 49:44, derrotando por 0:07 a norte-americana Allyson Felix, campeã mundial da prova em Pequim 2015, jogando-se sobre a linha de chegada com os braços esticados. No ano seguinte, no Campeonato Mundial de Atletismo disputado em Londres, não conseguiu medalhas nesta prova mas conquistou uma medalha de bronze nos 200 m rasos. Em Doha 2019 conquistou sua segunda medalha de prata nos 400 m em campeonato mundial, com a marca de 43:37, então o 10º melhor tempo na história.
Em Tóquio 2020, os Jogos realizados em 2021 por causa da pandemia de Covid-19, tornou-se bicampeã olímpica vencendo a prova em 48.36, sua melhor marca na carreira e então a décima mais rápida do mundo. Depois de competir em quatro campeonatos mundiais sem conseguir a medalha de ouro, foi campeã mundial pela primeira vez em Eugene 2022, com a marca de 49:11.